# 느그리슴빌란주

느그리슴빌란 주의 깃발

느그리슴빌란 주의 문장

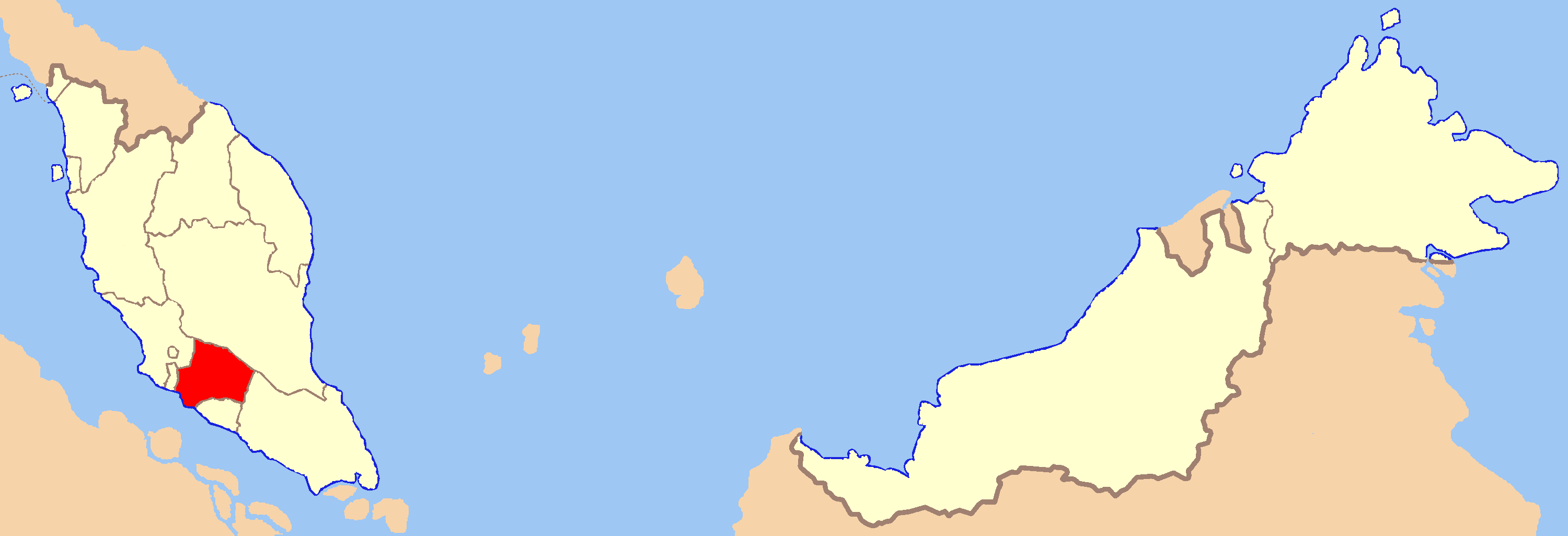
느그리슴빌란 주

느그리슴빌란주(Negeri Sembilan)는 말레이시아를 구성하는 13개의 주 가운데 하나로, 주도는 스름반이며 인구는 997,071명(2010년 기준), 면적은 6,686km2, 인구밀도는 149.1명/km2이다. 주의 이름은 말레이어로 "아홉 개의 주"를 뜻한다. 정식 명칭은 느그리슴빌란 다룰 후수스(말레이어: Negeri Semblian Darul Khusus)이다.
느그리슴빌란 주에 위치한 도시인 포트딕슨(Port Dickson)은 쿠알라룸푸르와 싱가포르를 연결하는 대표적인 항구 도시이다.